# Pere de Montsó
Pere de Montsó o Peire de Monzo(n) (fl. 1173) è stato un trovatore aragonese, sebbene non ci sia pervenuto nessuno dei suoi componimenti.
Era probabilmente di Monzón, vicino al confine con la Catalogna, ma la sua provenienza potrebbe essere Monzón de Campos, nella Castiglia, come credeva Ramón Menéndez Pidal. È preso come bersaglio nell'ottava stanza della famosa satira sui dodici trovatori di Peire d'Alvernhe. Questa stanza ha diverse letture o interpretazioni:
La stanza è molto oscura. La prima lettura suggerisce che Raimondo V di Tolosa abbia sentito suonare Pere. Tuttavia, se la ricostruzione di Pattison degli eventi intorno alla satira di Peire d'Alvernhe è corretta, Pere de Montsó venne allora aggregato (forse come giullare) nell'entourage spagnolo di Eleonora, figlia di Enrico II d'Inghilterra e fidanzata di Alfonso VIII di Castiglia, la quale stava viaggiando attraverso la Guascogna per arrivare in Spagna, allorché lei e il suo seguito venivano intrattenuti dalla satira di Peire. Pattison suggerisce, in base a questa stanza, che la compagnia avesse anche viaggiato attraverso le terre di Tolosa per incontrarsi alla presenza del Conte, i cui luoghi in quel momento sarebbero diversamente non documentati.
Nella seconda lettura, è chiaro che Raymond V asseriva di avere composto un motivo che venne successivamente utilizzato da Pere, ma non è chiaro se fosse stato rubato da Pere tramite terzi o se Pere venisse considerato un furfante per l'uso di una melodia altrui.